# Buxar
Buxar é uma cidade e um município no distrito de Buxar, no estado indiano de Bihar.

## Geografia
Buxar está localizada a 25° 35′ N, 83° 59′ L. Tem uma altitude média de 56 metros (183 pés).

## Demografia
Segundo o censo de 2001, Buxar tinha uma população de 82 975 habitantes. Os indivíduos do sexo masculino constituem 54% da população e os do sexo feminino 46%. Buxar tem uma taxa de literacia de 68%, superior à média nacional de 59,5%; a literacia em homens é de 75%, e em mulheres, de 59%. 16% da população está abaixo dos 6 anos de idade.